# Asian Journal of Mathematics
Asian Journal of Mathematics is een internationaal, aan collegiale toetsing onderworpen wetenschappelijk tijdschrift op het gebied van de wiskunde. De naam wordt in literatuurverwijzingen meestal afgekort tot Asian J. Math. Het wordt uitgegeven door International Press en verschijnt 4 keer per jaar.